# Stora Mörtsjön (Ockelbo socken, Gästrikland)
Stora Mörtsjön är en sjö i Ockelbo kommun i Gästrikland och ingår i Testeboåns huvudavrinningsområde.